# Borum Kirke
Borum Kirke (Framlev Herred, Århus Amt), er en landsbykirke i landsbyen Borum, hvis ældste dele, skib og kor er opført af granitkvadre i romansk stil. Oprindelig har koret været afsluttet af en halvrund apsis, men den var så faldefærdig, at den blev nedrevet i 1814. Kirken ligger hævet over landsbyen i dennes sydvestlige hjørne, med præstegården som nærmeste nabo mod syd. Kirkegården er i 1916 udvidet mod syd og vest og tidligere sandsynligvis også mod nord. De gamle markstensdiger, omtalt første gang i 1615, er genanvendt i cementafdækkede kløvstensmure, opført i slutningen af 1800'rne og 1911. Borum kirke har 32 stolestader med plads til 125 personer.
Kirken, som den står i dag, er bygget i den store kirkebyggeperiode fra år 1050 til 1250. I en kvadersten i sydmuren af koret ses en usædvanlig kirkeornamentik af uvis oprindelse: et dyreslyng i vikingestil. Nogle mener, det er ældre end kirken og måske stammer fra en runesten. Der ses stadig spor af de små vinduer fra den romanske tid, der var i brug helt frem i 1800-tallet, og den tilmurede norddør ses også tydeligt.
Våbenhuset fra omkring år 1500 er på toetager. Det lille klokketårn med pyramidespir i vestenden af kirken er senere bygget til. Samtidig blev der i koret bygget tøndehvælv. At hjulkorset findes så markant på våbenhusets gavl samt som helleristning, kan betyde, at der er en forbindelse mellem Borum Eshøj og Borum kirke. Måske er helleristningen en randsten fra én af højene på Borum Eshøj.
Altertavlen er fra slutningen af 1500-tallet (på bagsiden står årstallet 1594) og har i starten formentlig hovedsageligt været dekoreret med skriftsteder omkring et krucifiks i midterfeltet. Det hænger nu på kirkens nordvæg. I 1701 var man kommet over reformationens billedforskrækkelse og fik malet de billeder, man ser i dag. Den enkle tavle har glat storfelt og fløje, hvis rammeværk overalt er affaset mod den indvendige side. Over et frisefelt med et retkantet fremspring er en lav trekantgavl, med nye profillister, flankeret af topkugler (tidligere spir) på høje postamenter. Fodstykket er nyt
Alterbordet består af et fyrretræspanel fra o. 1600. Forsiden har tre arkadefelter med riflede pilastre, profilkapitæler og bueslag dekoreret med tværstreger samt små neglesnit langs indersiden; i sviklerne påsatte rosetter. Gavlene har nu hver én stor fylding flankeret af smalfyldinger. I 1857 indsatte man et billede på lærred, malet af Poul Andreas Lüders, der forestillede Jesus i Getsemane Have. Den enkle tavle har glat storfelt og fløje, hvis rammeværk overalt er affaset mod den indvendige side. Over et frisefelt med retkantfremspring er en lav trekantgavl, med nye profillister, flankeret af topkugler (tidligere spir) på høje postamenter.
1939 blev fløjtavlen restaureret af G. N. Kristiansen, der fremdrog den oprindelige staffering på fløjenes bagsider, og Lyders' maleri blev flyttet til kirkens nordvæg.
Prædikestol og himmel er ifølge en malet indskrift skænket 1604 af herredsfoged Anders Pedersen og hustru Barbra Nielsdatter. Prædikestolen er lavet af Morten Sneder fra Skovby. Storfelternes evangelistmalerier er fra 1701. Stolen består af fire fag med fritstående søjler foran skråt afskårne hjørner. I storfelterne er arkader med volutsvungne pilastre, dekoreret med neglesnit. 1939 gennemgik stol og himmel en restaurering ved Georg N. Kristiansen. Der blev udført en ny bærestolpe med tilstødende volutbøjler, de sidste efter model af en enkelt bevaret, med slyngbånd på forkanten og indstemplede rosetter på siderne. Under en overmaling fra forrige århundrede fremdroges på stolen dels en oprindelig, partiel staffering med guld og sølv på lister og ornamenter, samt gyldne frakturindskrifter. Stolen står nu efter en rensning 1980 med den oprindelige, men opfriskede staffering. Lydhimlen er sekssiddet, og øverst står en ung mand, der blæser det gode budskab ud i alverden.
Døbefont en er romansk, af grovkornet, blårød granit. Kummen og det koniske skaft er udført i én sten, fodvulsten af en anden, blålig granit. Det er et ret groft hugget arbejde, hvis eneste udsmykning er fire Georgskors.
- Borum Kirke
- Granitkvadre med dyreslyng i sydsiden af koret
- Kor og alter

- Krucifiks fra den gamle altertavle
- Altermaleri 1856-1939, udført af Poul Andreas Lüders 1857
- Prædikestolen er fra 1601, udført af Morten Snedker fra Skovby. Malerierne af de fire evangelister er fra 1701
- Døbefonten er en romansk granitfont
- Kirkerummet med pulpitur og orgel; Orglet er fra 1979, bygget af Bruno Christensen og sønner, og har 7 stemmer
- Votivskibet er en model af et romersk handelsskib bygget af Alfred D. Jensen
- I våbenhuset står en pengeblok fra 1500-tallet, som har været brugt til indsamlinger i kirken.
- Gammel kværnsten i hjørnet ved våbenhuset

## Eksterne kilder og henvisninger og kilder
- Borum Kirkes historie Arkiveret 26. marts 2017 hos  Wayback Machine
- Borum Kirke www.korttilkirken.dk
- Borum Kirke, Nationalmuseet

- Wikimedia Commons har flere filer relateret til Borum Kirke